# Wet financiën openbare lichamen Bonaire, Sint Eustatius en Saba
De Wet van 17 mei 2010, houdende regels met betrekking tot de financiële functie van de openbare lichamen Bonaire, Sint Eustatius en Saba, hun bevoegdheid tot het heffen van belastingen en hun financiële verhouding met het Rijk, kortweg aangehaald als de Wet Financiën openbare lichamen Bonaire, Sint Eustatius en Saba (FinBES) is een Nederlandse wet.
De wet stelt het College financieel toezicht Bonaire, Sint Eustatius en Saba in en regelt de bevoegdheden van dit college en van het eilandbestuur ten aanzien van de financiën. Verder worden de financiële betrekkingen tussen het rijk en de openbare lichamen geregeld, zoals dat voor gemeenten en provincies door de Financiële-verhoudingswet wordt geregeld. In dit hoofdstuk wordt ook het BES-fonds ingesteld.
De wet regelt ook welke eilandbelastingen de openbare lichamen mogen heffen, aangezien deze bevoegdheid niet geregeld is in de Wet openbare lichamen Bonaire, Sint Eustatius en Saba (WolBES).